# Seine-Saint-Denis
Seine-Saint-Denis este un departament în centrul Franței, situat în regiunea Île-de-France - aglomerația urbană din jurul Parisului. Este numit după râul Sena care traversează departamentul și după orașul Saint-Denis. A fost format în urma reorganizării din 1968 prin împărțirea departamentului Seine și Seine-et-Oise. Împreună cu departamentele Hauts-de-Seine și Val-de-Marne formează o centură în jurul Parisului, toate patru fiind una dintre cele mai dens locuite zone din Europa. În Seine-Saint-Denis se află stadionul Stade de France dar cu toate aceasta este considerat una dintre cele mai sărace zone din apropierea Parisului, fiind un adevărat bastion politic al stângii, și departamentul în care Partidul Comunist Francez are cel mai mare număr de membri.

## Localități selectate

### Prefectură
- Bobigny

### Sub-prefecturi
- Le Raincy
- Saint-Denis

### Alte orașe
- Aubervilliers
- Aulnay-sous-Bois
- Bagnolet
- Bondy
- Clichy-sous-Bois
- Drancy
- Épinay-sur-Seine
- Gagny
- La Courneuve
- Le Blanc-Mesnil
- Le Bourget
- Les Lilas
- Livry-Gargan
- Montfermeil
- Montreuil
- Neuilly-sur-Marne
- Noisy-le-Grand
- Noisy-le-Sec
- Pantin
- Pierrefitte-sur-Seine
- Romainville
- Rosny-sous-Bois
- Saint-Ouen
- Sevran
- Stains
- Tremblay-en-France
- Villemomble
- Villepinte

## Diviziuni administrative
- 3 arondismente;
- 40 cantoane;
- 40 comune;